# Capela de Nossa Senhora da Conceição da Lapa
A Capela de Nossa Senhora da Conceição da Lapa, também conhecida por Capela de Nossa Senhora da Lapa e Santuário de Nossa Senhora da Lapa, é um templo cristão situado na Freguesia de Falagueira-Venda Nova, no Município da Amadora.
A sua construção foi autorizada pelo Cardeal Patriarca de Lisboa, D. Francisco I, em 15 de Novembro de 1759, e foi aberta em Agosto de 1760. 
Foi desde a sua construção até 1958, data da sagração da Igreja matriz, o principal local de culto católico no território que hoje constitui o Município da Amadora.

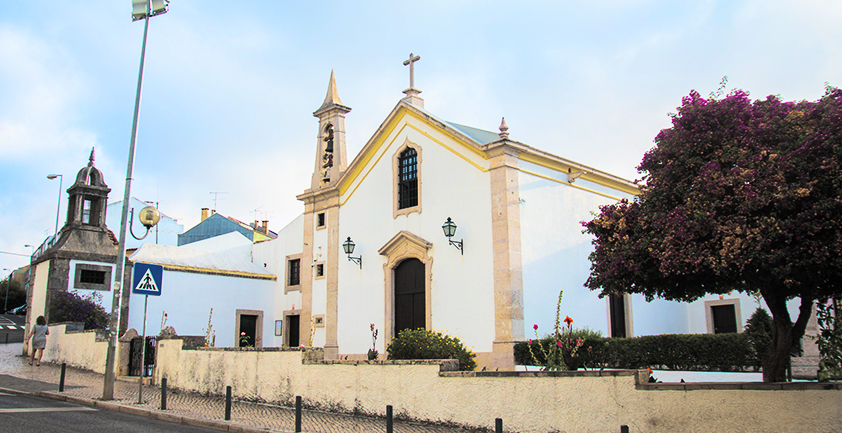